# Epistola lui Pavel către filipeni
Epistola lui Pavel către filipeni este șasea dintre epistolele pauline în canonul Noului Testament. Majoritatea covârșitoare a criticilor contemporani este în favoarea autenticității epistolei. Epistola este adresată de către Pavel Bisericii din Filipi, în Nord-Estul Macedoniei. 2.6-11 este unul din cele mai cunoscute pasaje din Noul Testament; se pare că ar fi un imn extras din liturghia Bisericii primare.

## Structură
1. Introducere (1.1-11)
  1. Salutare (1.1-2)
  2. Mulțumire (1.3-11)
2. Cuprins (1.12-3.)
  1. Discuție a situației misiunii lui Pavel în urma încarcerării sale (1.12-26)
  2. Îndemnuri (1.27-2.18)
  3. Discuție a planurilor de viitor ale lui Pavel (2.19-30)
  4. Avertizare cu privire la falșii învățători (3)
3. Încheiere (4)
  1. Îndemnuri (4.1-9)
  2. Mulțumire pentru darul filipenilor (4.1-9)
  3. Salutări personale (4.21-22)
  4. Binecuvântare (4.23)